# Edmond Sumner
Edmond Sumner, né le 31 décembre 1995 à Détroit dans le Michigan, est un joueur américain de basket-ball. Il évolue au poste d'arrière et mesure 1,93 m.

## Biographie

### Pacers de l'Indiana (2017-2021)
Le 11 février 2019, les Pacers de l'Indiana convertissent son contrat two-way en contrat de deux années.
Le 1er juillet 2019, il resigne avec les Pacers de l'Indiana pour 3 ans.
En septembre 2021, Sumner se rompt le talon d'Achille lors d'un entraînement et devrait manquer l'intégralité de la saison 2021-2022.
Le mois suivant, il est transféré aux Nets de Brooklyn puis licencié par cette même franchise.

### Nets de Brooklyn (2022-2023)
Rétabli de sa blessure, il signe début juillet 2022 un contrat en faveur des Nets de Brooklyn. Il est coupé en juillet 2023. Sumner rejoint ensuite les Hornets de Charlotte à l'été 2023 mais il est licencié avant le début de la saison régulière.

### Žalgiris Kaunas (depuis 2023)
Le 29 novembre 2023, il signe avec le Žalgiris Kaunas, club lituanien évoluant en Euroligue.

## Statistiques

### Universitaires
| Saison    | Équipe   | Matchs | Titul. | Min./m | % Tir | % 3pts | % LF | Rbds/m. | Pass/m. | Int/m. | Ctr/m. | Pts/m. |
| --------- | -------- | ------ | ------ | ------ | ----- | ------ | ---- | ------- | ------- | ------ | ------ | ------ |
| 2014-2015 | Xavier   | 6      | 0      | 7,2    | 20,0  | 00,0   | 66,7 | 0,80    | 1,00    | 0,30   | 0,00   | 1,30   |
| 2015-2016 | Xavier   | 31     | 29     | 25,9   | 39,7  | 30,1   | 72,7 | 3,40    | 3,60    | 1,30   | 0,20   | 11,00  |
| 2016-2017 | Xavier   | 22     | 19     | 31,7   | 47,9  | 27,3   | 73,5 | 4,10    | 4,80    | 1,20   | 0,70   | 14,30  |
| Carrière  | Carrière | 59     | 48     | 26,1   | 42,9  | 28,5   | 73,0 | 3,40    | 3,80    | 1,20   | 0,40   | 11,20  |

### Professionnelles

#### Saison régulière
| Saison    | Équipe   | Matchs | Titul. | Min./m | % Tir | % 3pts | % LF | Rbds/m. | Pass/m. | Int/m. | Ctr/m. | Pts/m. |
| --------- | -------- | ------ | ------ | ------ | ----- | ------ | ---- | ------- | ------- | ------ | ------ | ------ |
| 2017-2018 | Indiana  | 1      | 0      | 2,0    | 100,0 | –      | –    | 1,00    | 0,00    | 0,00   | 0,00   | 2,00   |
| 2018-2019 | Indiana  | 23     | 2      | 9,1    | 34,4  | 25,9   | 62,5 | 1,00    | 0,40    | 0,50   | 0,20   | 2,90   |
| 2019-2020 | Indiana  | 31     | 3      | 14,4   | 43,0  | 26,4   | 55,2 | 1,50    | 1,80    | 0,50   | 0,30   | 4,90   |
| 2020-2021 | Indiana  | 53     | 24     | 16,2   | 52,5  | 39,8   | 81,9 | 1,80    | 0,90    | 0,60   | 0,20   | 7,50   |
| Carrière  | Carrière | 108    | 29     | 14,1   | 47,4  | 33,3   | 72,8 | 1,50    | 1,10    | 0,60   | 0,20   | 5,70   |

#### Playoffs
| Saison   | Équipe   | Matchs | Titul. | Min./m | % Tir | % 3pts | % LF  | Rbds/m. | Pass/m. | Int/m. | Ctr/m. | Pts/m. |
| -------- | -------- | ------ | ------ | ------ | ----- | ------ | ----- | ------- | ------- | ------ | ------ | ------ |
| 2019     | Indiana  | 1      | 0      | 2,0    | –     | –      | –     | 2,00    | 0,00    | 0,00   | 0,00   | 0,00   |
| 2020     | Indiana  | 3      | 0      | 13,7   | 28,6  | 00,0   | 100,0 | 2,00    | 0,00    | 0,00   | 0,00   | 2,00   |
| Carrière | Carrière | 4      | 0      | 10,8   | 28,6  | 00,0   | 100,0 | 2,00    | 0,00    | 0,00   | 0,00   | 1,50   |

## Palmarès
- Second Team All-Big East Conference 2016

## Records sur une rencontre en NBA
Les records personnels d'Edmond Sumner en NBA sont les suivants, :
| Type de statistique        | Saison régulière | Saison régulière     | Saison régulière | Playoffs | Playoffs      | Playoffs     |
| Type de statistique        | Record           | Adversaire           | Date             | Record   | Adversaire    | Date         |
| -------------------------- | ---------------- | -------------------- | ---------------- | -------- | ------------- | ------------ |
| Points                     | 22               | 2 fois               | 2 fois           | 6        | Heat de Miami | 18 août 2020 |
| Paniers marqués            | 9                | Pistons de Détroit   | 24 avril 2021    | 2        | Heat de Miami | 18 août 2020 |
| Paniers tentés             | 15               | Pistons de Détroit   | 24 avril 2021    | 4        | Heat de Miami | 18 août 2020 |
| Paniers à 3 points réussis | 4                | 2 fois               | 2 fois           | -        | -             | -            |
| Paniers à 3 points tentés  | 7                | @ Hawks d'Atlanta    | 10 avril 2019    | 2        | Heat de Miami | 20 août 2020 |
| Lancers francs réussis     | 9                | @ Hawks d'Atlanta    | 10 avril 2019    | 2        | Heat de Miami | 18 août 2020 |
| Lancers francs tentés      | 11               | @ Hawks d'Atlanta    | 10 avril 2019    | 2        | Heat de Miami | 18 août 2020 |
| Rebonds offensifs          | 2                | 7 fois               | 7 fois           | 1        | Heat de Miami | 18 août 2020 |
| Rebonds défensifs          | 6                | 2 fois               | 2 fois           | 5        | Heat de Miami | 18 août 2020 |
| Rebonds totaux             | 7                | 2 fois               | 2 fois           | 6        | Heat de Miami | 18 août 2020 |
| Passes décisives           | 6                | 2 fois               | 2 fois           | -        | -             | -            |
| Interceptions              | 3                | 3 fois               | 3 fois           | -        | -             | -            |
| Contres                    | 2                | 3 fois               | 3 fois           | -        | -             | -            |
| Balles perdues             | 4                | Hornets de Charlotte | 2 avril 2021     | 1        | 2 fois        | 2 fois       |
| Minutes jouées             | 37               | @ Magic d'Orlando    | 25 avril 2021    | 27       | Heat de Miami | 18 août 2020 |

- Double-double : 0
- Triple-double : 0

Dernière mise à jour : 16 août 2022